# Haytham Kamal
Haytham Kamal Khalifa (in arabo هيثم كمال‎?; Alessandria d'Egitto, 17 novembre 1987) è un cestista egiziano.

## Carriera
Con l'Egitto ha disputato i Campionati mondiali del 2014 e quattro edizioni dei Campionati africani (2009, 2013, 2015, 2017).